# فابيان فارغاس

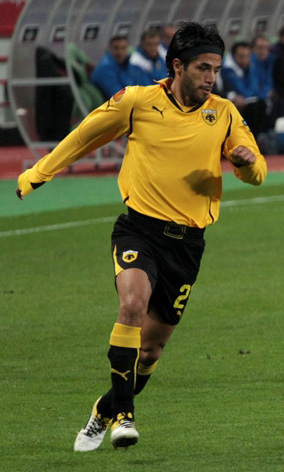
فابيان أندريس فارغاس

فابيان أندريس فارغاس (بالإسبانية: Fabián Vargas) (مواليد 17 أبريل 1980 في بوغوتا - كولومبيا) لاعب كرة قدم كولومبي يلعب حاليا لصالح نادي الدرجة الأولى ألمرية الإسباني منذ 2009 في مركز الوسط المدافع كما يجيد اللعب في مركز الوسط المحوري والأيمن والأيسر .

## مسيرته الكروية
لعب فابيان أندريس فارغاس خلال مسيرته الاحترافية مع 9 أندية في أربعة وعشرون موسمًا وسجل خلالها 15 هدفًا ضمن 465 مباراة. ولم يفز بأي موسم بالكأس وفاز في ستة مواسم بالدوري.
خاض فابيان أندريس فارغاس مسيرته مع نادي أمريكا دي كالي في موسم 1998 ليلعب معه ستة مواسم، مشاركًا في 172 مباراة سجل خلالها 7 أهداف. ثم انتقل إلى نادي بوكا جونيورز في موسم 2003–04 في المرة الأولى لمدة موسم واحد ثم في موسم 2006–07 واستمر معه طيلة ثلاثة مواسم ثم في موسم 2007–08 ولمدة موسمين، حيث شارك طوالها في 90 مباراة سجل خلالها 3 أهداف. لينتقل بعدها إلى نادي إنترناسيونال ما بين عامي 2006 و2007 في المرة الأولى لمدة موسم واحد ثم ما بين عامي 2007 و2008 لمدة موسم واحد، مشاركًا طوالها في 7 مباريات ولم يسجل أي هدف. ثم انتقل إلى نادي ألميريا في موسم 2009–10 ولمدة موسمين، مشاركًا في 30 مباراة سجل خلالها هدفًا واحدًا. هذا وانتقل لاحقًا إلى نادي أيك أثينا في موسم 2011–12 لمدة موسم واحد، مشاركًا في 20 مباراة سجل خلالها هدفًا واحدًا أيضًا. ثم انتقل بعدها إلى نادي إنديبندينتي في موسم 2012–13 لمدة موسم واحد، مشاركًا في 29 مباراة ولم يسجل أي هدف. ليعود وينتقل من جديد، لكن هذه المرة إلى نادي برشلونة ما بين عامي 2013 و2014 لمدة موسم واحد، مشاركًا في 9 مباريات ولم يسجل أي هدف أيضًا. لينتقل بعدها إلى نادي ميلوناريوس في عامي 2014-2016 ولمدة موسمين، مشاركًا في 56 مباراة سجل خلالها 3 أهداف. ثم لعب في لا إكويداد ‏ في موسم 2016 واستمر معه طيلة ثلاثة مواسم، مشاركًا في 52 مباراة ولم يسجل أي هدف.

## روابط خارجية
- هذه المقالة غير مرتبط بويكي بيانات